# 龙尾巴岭古墓群
龙尾巴岭古墓群，位于中国广西壮族自治区全州县凤凰乡湾里石子桥村龙尾巴岭，为一个省级文物保护单位，类型为古墓葬，为第四批广西壮族自治区文物保护单位，公布时间为1994年7月8日。
龙尾巴岭古墓群的历史年代为。